# 程建宁
程建宁（1932年—），湖北广水人，中国人民解放军将领、中国人民解放军中将。 
1995年，授予中国人民解放军中将，曾任中央军委办公厅主任。